# Awabakal (jezik)
Awabakalski jezik (Awabakal, Awabagal; ISO 639-3: awk), jezik istoimenog plemena s jezera Lake Macquarie, u australskoj državi New South Wales, južno od grada Newcastle. Jezično su se klasificirali skupini Yuin-Kuri, a danas skupini worimi, porodica Pama-Nyungan. Drži se da je izumro.

## Vanjske poveznice
- Ethnologue (14th)
- Ethnologue (15th)